# Nyékvárkony
Nyékvárkony (szlovákul Vrakúň) nagyközség  Szlovákiában, a Nagyszombati kerületben, a Dunaszerdahelyi járásban.

## Fekvése
Dunaszerdahelytől 5 km-re délre fekszik. 1940-ben egyesítették Csallóköznyék és Várkony községeket, melyeket egy csatorna választ el egymástól.

## Élővilága

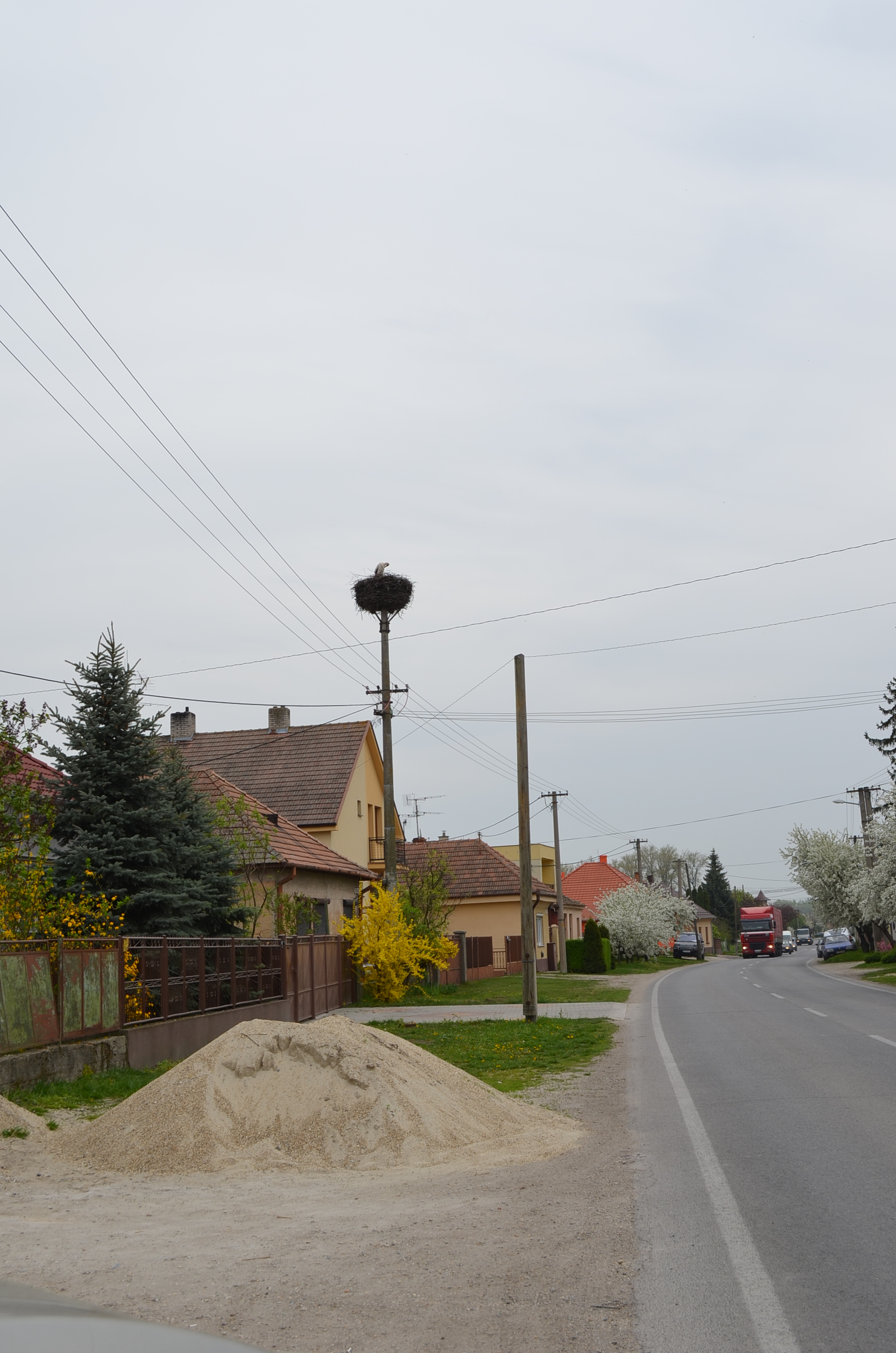
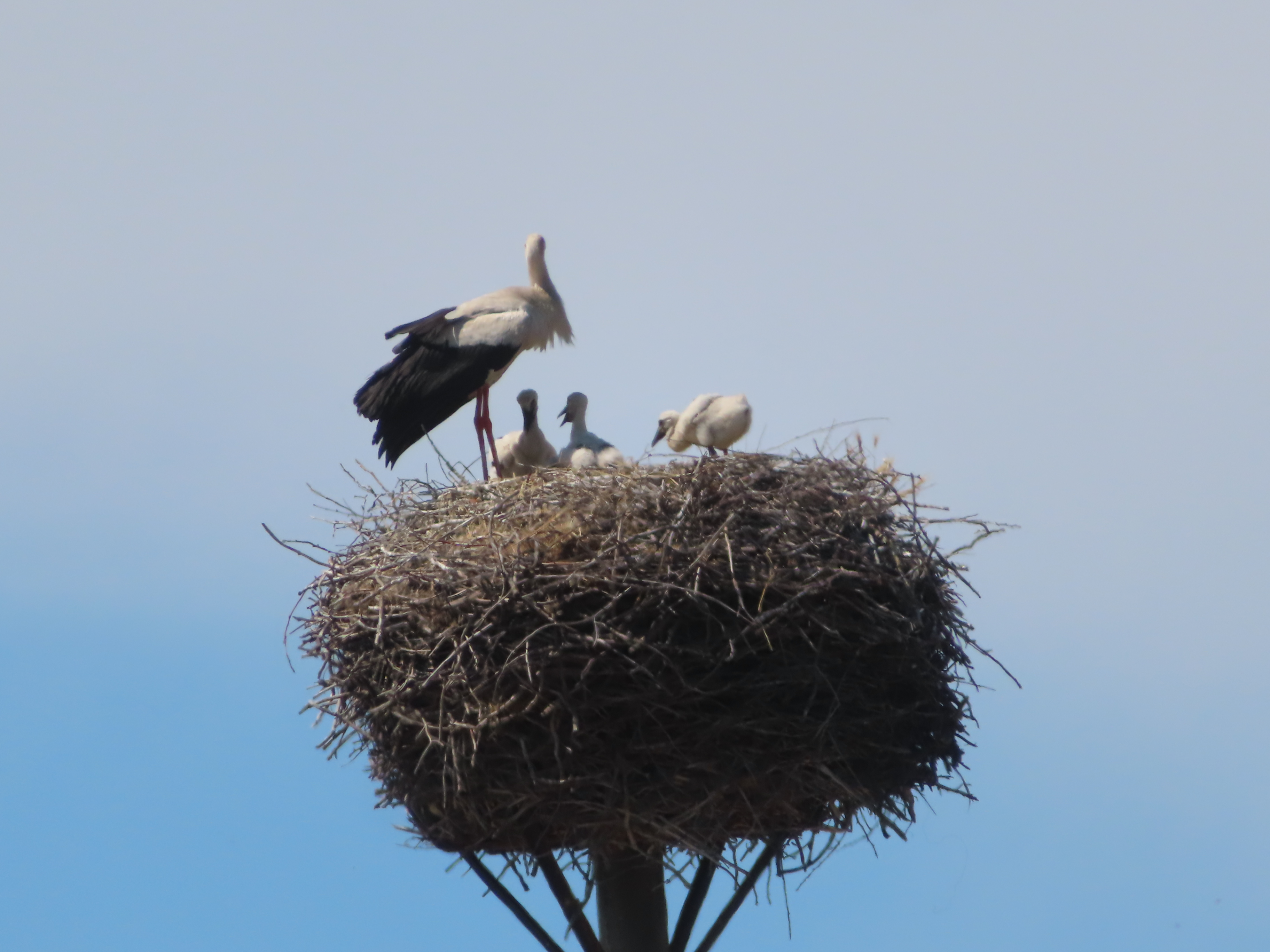
2024

A faluban jelenleg egy gólyafészket tartanak nyilván. 2012-ben 3, 2013-ban 5 fiókát számoltak össze.

## Története
Nevét a Oiarchunítani (avar) néppel hozták kapcsolatba[forrás?], a település területén azonban avar kori leletek ezidáig nem kerültek elő.
Első írásos említése 1015-ből való. Várkony római katolikus temploma középkori eredetű, 1308-ból említik először. Várkony az Amade család ősi fészke, melynek a hagyomány szerint itt várkastélya is volt, de ennek már nyoma sincs. Valószínűleg a 17. században pusztult el, Bél Mátyás még látta és művében említést is tesz róla. A 16. században polgárai városi szabadalmakat kaptak. 1553-ban 15 portát számoltak a községben.  A 19. század elején Amade Tádé birtoka, akinek híres tehenészete és fácánosa volt itt. Később a Schmertzig család birtoka, akik 1900 körül eladták, majd ikvai Pfeifer Mátyás vásárolta meg, akinek szeszgyára és gőzmalma is volt a községben. 1904-ben Pfeiffer Mátyás kastélyt is építtetett az Amadék egykori elpusztult kastélya helyén.
Nyéket 1165-ben említik először, eredetileg a Nyék törzs szállásterülete volt, majd később a pozsonyi vár birtoka. III. István királytól a nyékiek kiváltságokat kaptak. 1245-ben IV. Béla király Nech fia Nekunak és testvérének, Chueg fia Péternek adományozza. Az oklevél a birtokot Neeku néven említi.  Később több nemesi család birtoka. 1667-ben a Méhes és Balogh családok, 1719-ben a Dobóczky, a Leszkovszky és a Balogh, 1787-ben az Amade családok a település főbb birtokosai.
1736-ban Dobóczky Ádám építtetett kápolnát a községben. A hozzá tartozó Péterfapuszta 1787-ben Zichy Károly birtoka. Tőle 1808-ban Nyéki Németh János királyi helytartótanácsos vásárolta meg. Várkony és Nyék 1940-ben egyesült.
Vályi András szerint "VÁRKONY. Magyar falu Pozsony Várm. földes Ura G. Amade Uraság, lakosai katolikusok, fekszik Nyékihez közel; határja 2 nyomásbéli, tiszta búzát, és rozsot terem, legelője, réttye, és erdeje is van; piatza Szerdahelyen, és Somorján."
"NYÉK. Két falu Posony Várm. egyiknek földes Ura G. Eszterházy Uraság, melly fekszik Hídas Kürthöz 1/4 órányira, és annak filiája, másiknak pedig több Urak, ez fekszik Ollas Tejedhez 1/2 órányira, Várkonyhoz sem meszsze, és annak filiája, lakosai katolikusok, harántbéli földgyeik az Alsó Csallóközi járásban lévén közép termékenységűek réttyeik, és erdőjik jók, a’ másiknak réttye, legelője jó, de erdeje nints, piatzozások Szerdahelyen, és Somorjában."
Fényes Elek szerint "Várkony, Poson vm. magyar falu, Bőshöz 3 fertálynyira. Számlál 395 kath., 1 ref., 8 zsidó lak. Van kath. paroch. temploma, tehenészete, fáczános kertje. Fő gazdagsága sok rétjeiben, s legelőjében áll; erdeje is derék. F. u. gr. Amade örök."
"Nyék, magyar falu, Poson vmegyében, Bőshöz 1 órányira, lapályos vidéken. Lakja 540 kath., 26 zsidó. Szénája nagy bőséggel, kivált ha az esztendő szárazabb, azonban idegen marha nem kedvesen eszi. Szarvasmarhát, lovat, szépet nevel, szántóföldjei perjések. Birtokosai több nemesek. Ut. p. Somorja."
A trianoni békeszerződésig mindkét község Pozsony vármegye Dunaszerdahelyi járásához tartozott.

## Népessége
| Év:            | 1994. | 2004.   | 2014.   | 2024.    |
| -------------- | ----- | ------- | ------- | -------- |
| Emberek száma: | 2463  | 2487    | 2637    | 2946     |
| Eltérés:       |       | +0,97 % | +6,03 % | +11,71 % |

| Év:            | 2023. | 2024.   |
| -------------- | ----- | ------- |
| Emberek száma: | 2932  | 2946    |
| Eltérés:       |       | +0,47 % |

1910-ben Csallóköznyéknek 643 lakosából 639 magyar és 4 német, Várkonynak 866 lakosából 840 magyar, 15 horvát, 10 szlovák és 1 német lakosa volt.
2001-ben 2537 lakosából 2351 magyar és 180 szlovák volt.
2011-ben 2578 lakosából 2183 magyar és 314 szlovák volt.
2021-ben 2794 lakosából 2209 (+77) magyar, 451 (+30) szlovák, 20 (+6) cigány, 1 (+2) ruszin, 38 (+4) egyéb és 75 ismeretlen nemzetiségű volt.

## Nevezetességei

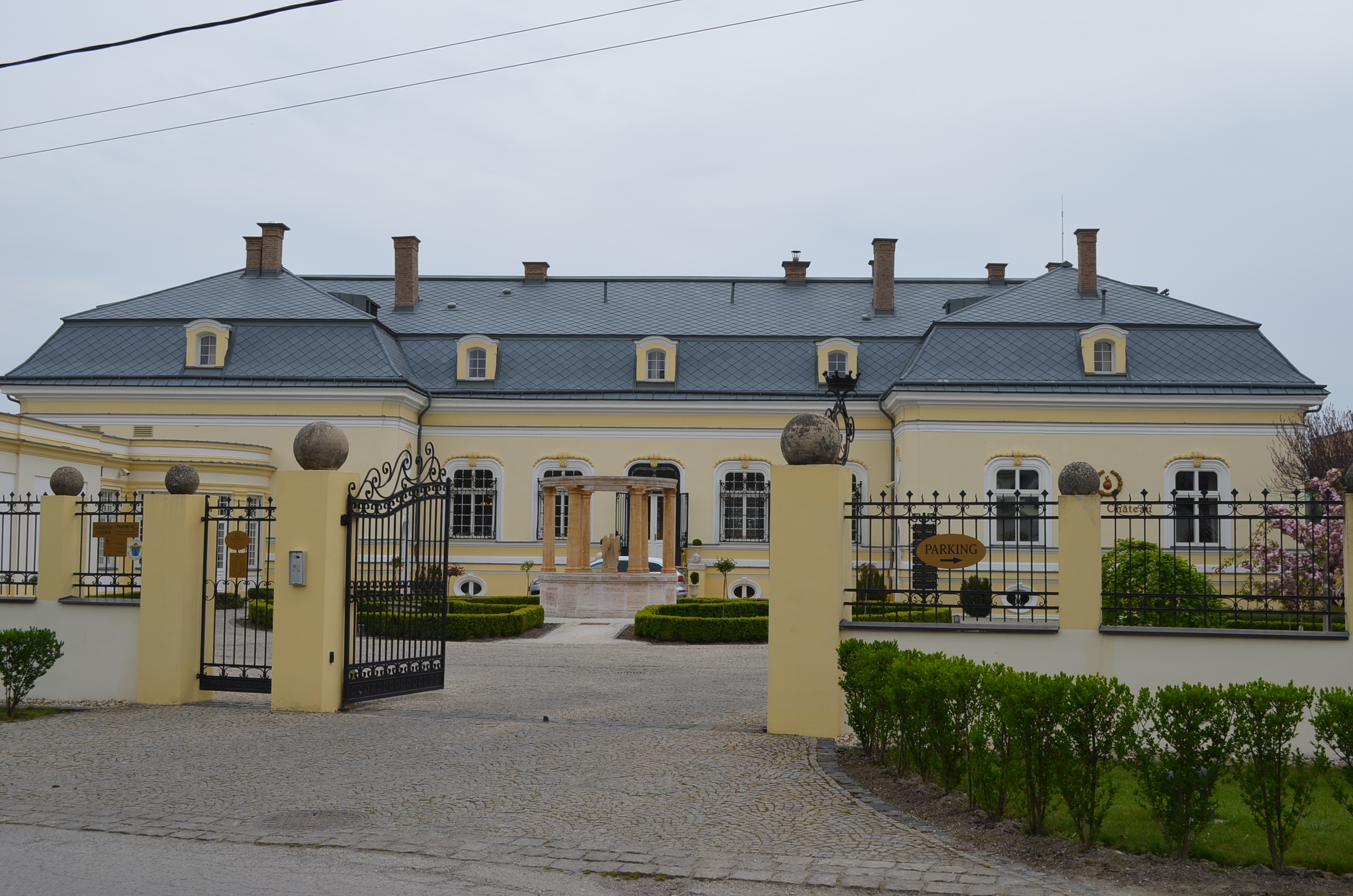
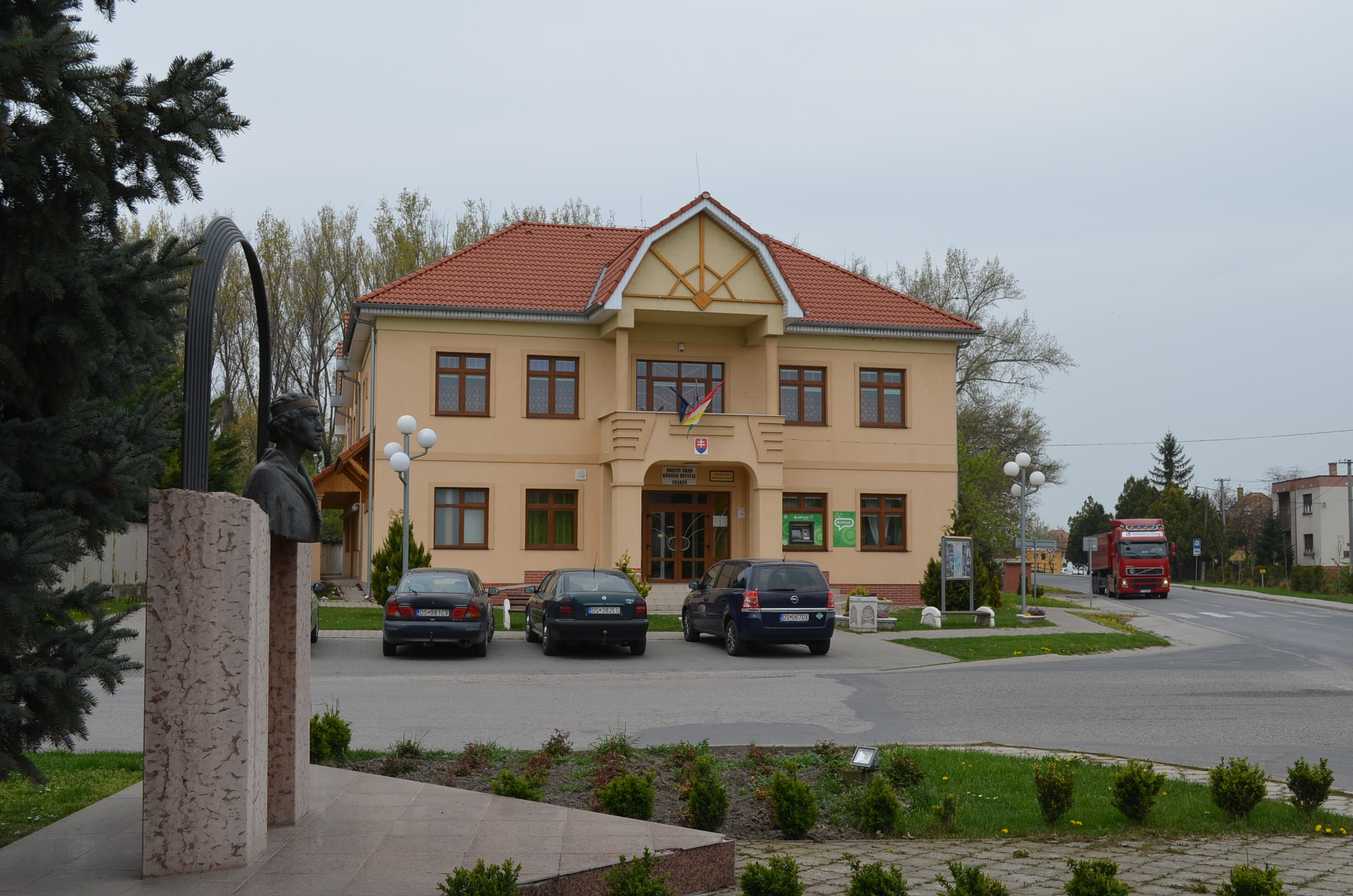
Községháza
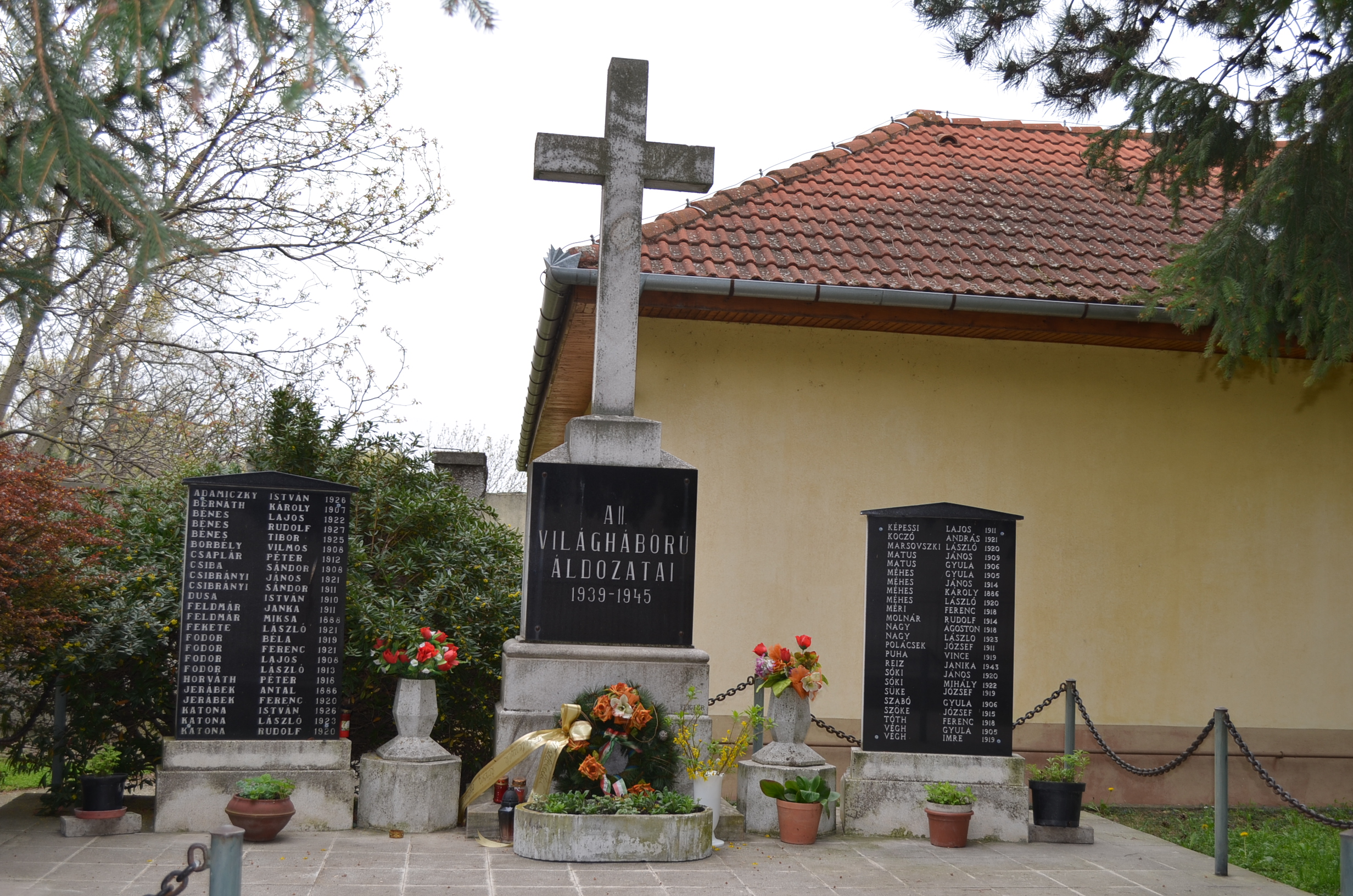
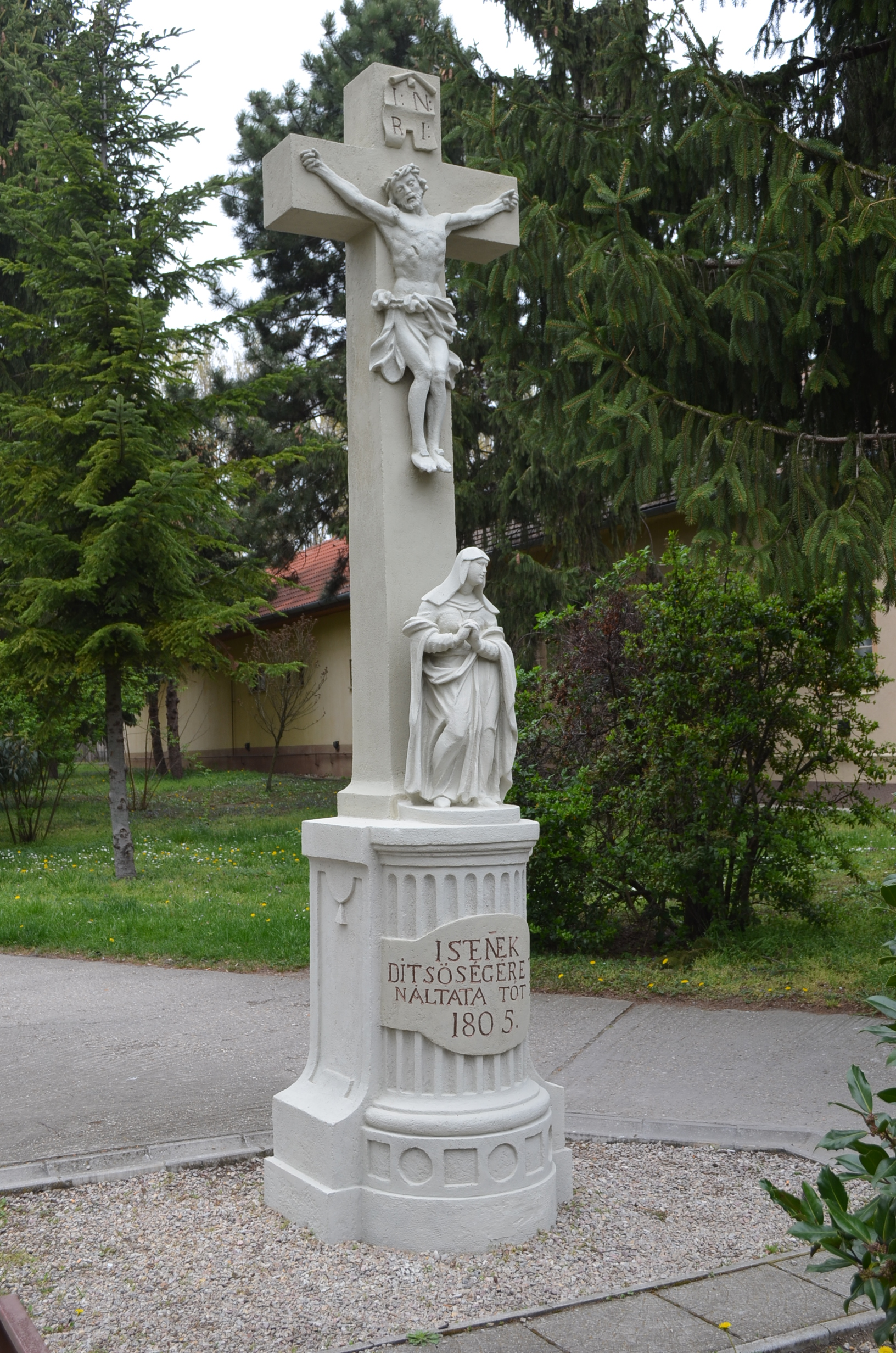
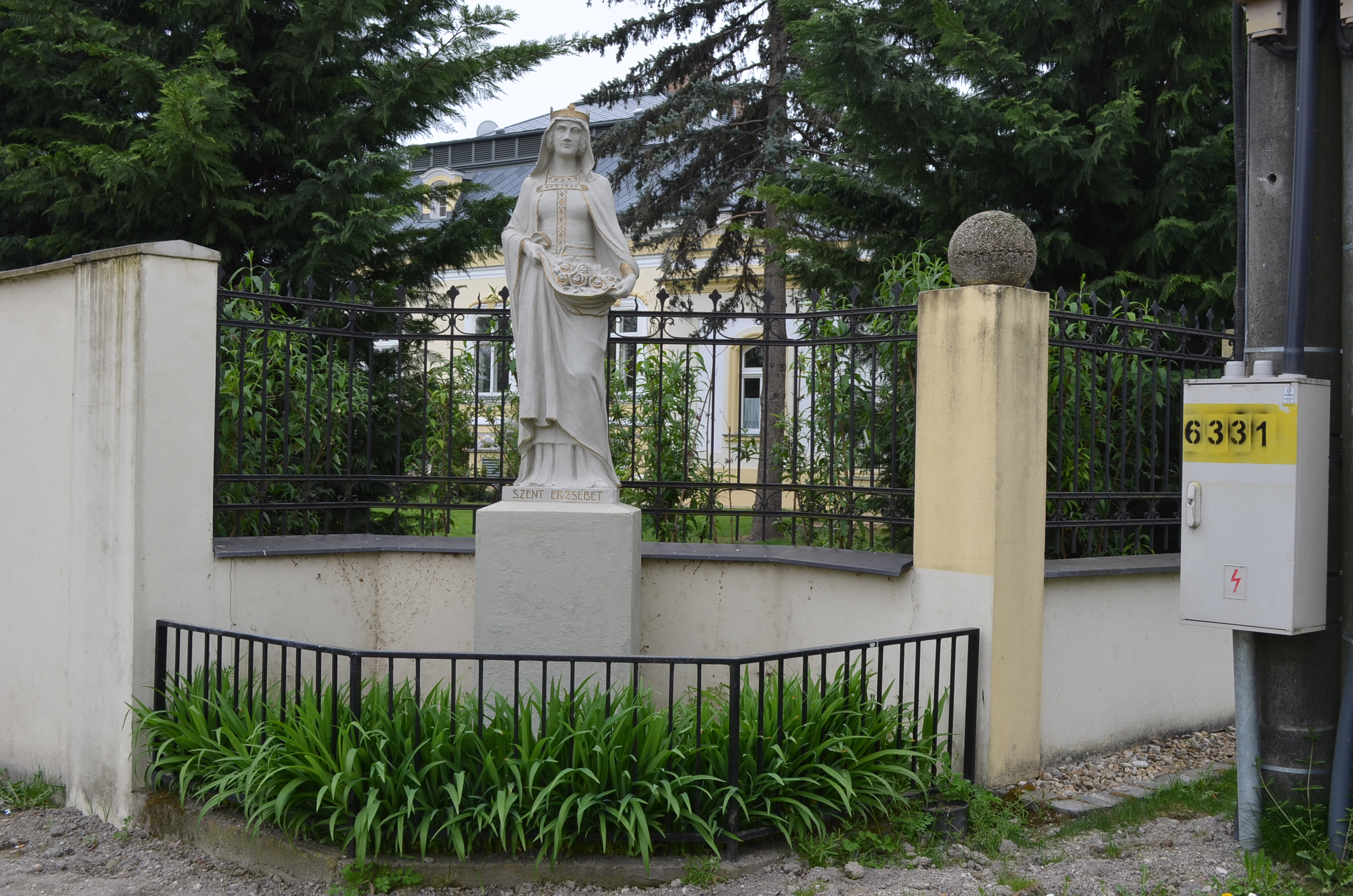
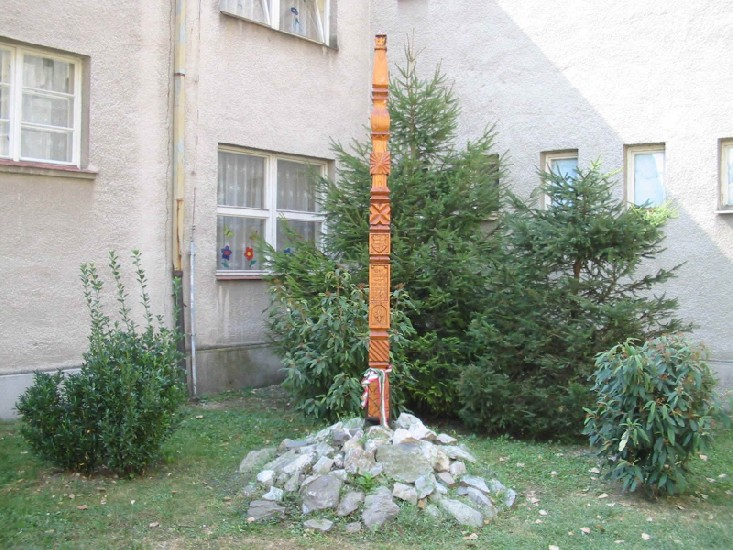
A kopjafa

- A Várkonyi Szent Jakab tiszteletére szentelt római katolikus templom 14. századi, az idők során többször átépítették. Eredeti gótikus főkapuja a déli bejárat mellett látható. Itt áll a régmúltból fennmaradt pellengér is. Szűz Mária tiszteletére emelt főoltára az 1750-1760-as évekből származik, barokk stílusú.
- Csallóköznyék Szentháromság tiszteletére szentelt római katolikus temploma 1740-ben épült barokk stílusban.
- A Pfeiffer-kastélyt 1904-ben ikvai Pfeiffer Mátyás építtette, ma szálloda. 1935-ben a kastélyt és birtokait Belkó József ügyvéd és társai vásárolták meg. 1948-ban államosították, 1955-ben nyugdíjasotthont hoztak létre benne.
- Nepomuki Szent János szobra 1750 körül készült.
- A templomtér árnyas szögletében áll az 1848–49-es forradalom és szabadságharc hőseinek tiszteletére állított kopjafa, amelyet a helyi önkormányzat állíttatott 1998-ban. Az emlékoszlop faragványai nem csupán a hősöknek állít méltó emléket, hanem jelképezik a falu hagyományait is.